# Дерек Ланди
Дерек Ланди (на английски: Derek Landy) е ирландски филмов сценарист и писател, автор на бестселъри в жанровете фентъзи и хорър.

## Биография и творчество
Дерек Ланди е роден на 23 октомври 1974 г. в Лъск, графство Дъблин, Ирландия. За кратко учи анимация в колежа в Балифермот (Дъблин), а после работи в зеленчуковата ферма на родителите си.
Започва да пише сценарии, по които са направени филми – спечелилия награда IFTA (Irish Film and Television Awards) сериал „Мъртви тела“ (2003) и черната комедия „Boy Eats Girl“ (2005). Въпреки успешната реализация Ланди е разочарован от ограниченията в сценариите и изискванията на работата в екип, затова започва да пише романи.
През 2007 г. е публикуван първият му юношески фентъзи роман „Скълдъгъри Плезънт“ от едноименната му поредица. Главен герой е скелетът магьосник и детектив Скълдъгъри Плезънт и неговата партньорка Валкирия Кайн, които разследват и откриват всевъзможни престъпления и тайни в магическия свят. Книгата става международен бестселър, а поредицата получава редица награди.
От 2015 г. писателят стартира следващата си поредица „Пътят на демоните“.
Дерек Ланди живее в покрайнините на Дъблин.

## Произведения

### Серия „Скълдъгъри Плезънт“ (Skulduggery Pleasant)
1. Skulduggery Pleasant (2007) – издаден и като „Scepter of the Ancients“ 
Скълдъгъри Плезънт, изд. „Студио Арт Лайн“ (2010), прев. Емануил Томов, ISBN 978-954-92533-5-1
2. Playing with Fire (2008)
Да играеш с огъня, изд. „Студио Арт Лайн“ (2010), прев. Емануил Томов, ISBN 978-954-2908-01-2
3. The Faceless Ones (2009)
Безликите, изд. „Студио Арт Лайн“ (2011), прев. Емануил Томов, ISBN 978-954-2908-07-4
4. Dark Days (2010)
Мрачни дни, изд. „Студио Арт Лайн“ (2011), прев. Златка Паскалева, ISBN 978-954-2908-24-1
5. Mortal Coil (2010)
Тленни обвивки, изд. „Студио Арт Лайн“ (2012), прев. Златка Паскалева, ISBN 978-954-2908-39-5
6. Death Bringer (2011)
Вестителят на смъртта, изд. „Студио Арт Лайн“ (2012), прев. Златка Паскалева, ISBN 978-954-2908-55-5
7. Kingdom of the Wicked (2012)
Царството на злото, изд. „Студио Арт Лайн“ (2013), прев. Златка Паскалева, ISBN 978-954-2908-77-7
8. Last Stand of Dead Men (2013)
Последната битка на Мъртъвците, изд. „Студио Арт Лайн“ (2014), прев. Златка Миронова, ISBN 978-619-193-013-5
9. The Dying of the Light (2014)
Смъртта на светлината, изд. „Студио Арт Лайн“ (2016), прев. Майре Буюклиева, ISBN 978-619-193-040-1
10. Resurrection (2017)
Възкръсване, изд. „Студио Арт Лайн“ (2017), прев. Златка Миронова, ISBN 978-619-193-111-8
11. Midnight (2018)
Полунощ, изд. „Студио Арт Лайн“ (2018), прев. Боряна Даракчиева, ISBN 978-619-193-136-1
12. Bedlam (2019)
Бедлам, изд. „Студио Арт Лайн“ (2020), прев. Цветана Ганчева, ISBN 978-619-193-193-4
13. Seasons of War (2019)
Сезони на войната, изд. „Студио Арт Лайн“ (2021), прев. Цветана Ганчева, ISBN 978-619-193-218-4
14. Dead or Alive (2021)
Жив или мъртъв, изд. „Студио Арт Лайн“ (2023), прев. Цветана Ганчева, ISBN 978-619-193-300-6
15. Until the End (2022)
До самия край, изд. „Студио Арт Лайн“ (2024), прев. Сибин Майналовски, ISBN 978-619-193-402-7

#### Допълнителни произведения към поредицата (хронологично)
- 1.5. The Lost Art of World Domination (2011)
- 2.5. Gold, Babies and the Brothers Muldoon (2011)
- 3.5 The Slightly Ignominious End to the Legend of Black Annis (2011) – разказ
- 5.5 The Wonderful Adventures of Geoffrey Scrutinous (2011) – разказ
- 6.4 Trick or Treat (2011) – разказ
- 6.5. The End of the World (2012)
Краят на света, изд. „Студио Арт Лайн“ (2013), прев. Златка Паскалева
- 7.5. Tanith Low in the Maleficent Seven (2013)
Танит Лоу в... Седморката на злото, изд. „Студио Арт Лайн“ (2014), прев. Емануил Томов, ISBN 978-619-193-004-3
- 8.5. Armageddon Outta Here (2014) – сборник с разкази
Апокалипсата ме хвана, изд. „Студио Арт Лайн“ (2016), прев. Златка Миронова, ISBN 978-619-193-063-0

### Серия „Пътят на демоните“ (Demon Road)
1. Demon Road (2015)
Демон шосе, изд. „Студио Арт Лайн“ (2017), прев. Майре Буюклиева, ISBN 978-619-193-091-3
2. Desolation (2016)
Опустошение, изд. „Студио Арт Лайн“ (2020), прев. Ивелина Минчева-Бобадова, ISBN 978-619-193-192-7
3. American Monsters (2016)
Американски чудовища, изд. „Студио Арт Лайн“ (2021), прев. Ивелина Минчева-Бобадова, ISBN 978-619-193-231-3

### Серия Black Order – комикси
- 1 – 5 Black Order: The Warmasters of Thanos (2018)

### Участие в общи серии с други писатели

#### Серия „Доктор Кой“ (Doctor Who)
- „The Mystery of the Haunted Cottage“ в „Doctor Who: 12 Doctors 12 Stories“ (2014) – с Холи Блек, Мелъри Блекман, Еоин Колфър, Нийл Геймън, Чарли Хигсън, Патрик Нес, Ришел Мийд, Филип Рийв, Майкъл Скот Роан, Алекс Скароу, Майкъл Скот, Маркъс Седжуик, и други
Doctor Who: 12 доктора, 12 истории, изд. „Студио Арт Лайн“ (2017), прев. Надя Златкова, ISBN 978-619-193-128-6

от серията има още над 270 романа от различни автори

### Други разкази и новели
- The Hero of Drumree: Beyond the Stars (2014) – новела
- „Songs the Dead Sing“ – разказ, в „Haunted“ (2011)

### Екранизации
- 2003 Dead Bodies – автор на сюжета, сценарист
- 2005 Boy Eats Girl – сценарист